# BTBD14B
BTBD14B‏ (Nucleus accumbens associated 1) هوَ بروتين يُشَفر بواسطة جين BTBD14B في الإنسان.